# Berge der Deutsch-Sowjetischen Freundschaft
Die Berge der Deutsch-Sowjetischen Freundschaft sind eine kleine Gebirgsgruppe westlich des Rayner-Gletschers im ostantarktischen Enderbyland. Sie befinden sich rund 70 Kilometer südöstlich der Molodjoschnaja-Station.
Teilnehmer der 8. Antarktis-Expeditionsgruppe der DDR, eine Überwinterungsgruppe bei der 17. Sowjetischen Antarktisexpedition, benannten die Berge 1972 als Dank für die langjährige sowjetische Unterstützung ihrer Arbeit innerhalb der Gesellschaft für Deutsch-Sowjetische Freundschaft.